# 雷吉·哈里斯
雷吉·哈里斯（英語：Reg Harris，1920年3月1日—1992年6月22日），英国男子自行车运动员。他曾代表英国参加1948年夏季奥林匹克运动会自行车比赛，获得男子个人竞速赛和男子双人自行车赛银牌。